# زاهد الجيلاني
الشيخ زاهد الجيلاني هو تاج الدين إبراهيم ابن روشان أمير الكردي السنجاني (1216-1301) ، شيخ ومؤسس الطريقة الصوفية المعروفة بأسم الطريقة الزاهدية في لاهيجان. ويلقب ب سلطان الخلوات.

## حياته
ينحدر الشيخ زاهد الجيلاني من مدينة سنجان في خراسان الكبرى (تركمنستان حالياً)، وقد هاجر أجداده من موطنهم إلى جيلان هرباً من الغزو السلجوقي أواخر القرن الحادي عشر. نال الشيخ حضوة عند إيلخانات المغول الذين حكموا إيران بين (1256-1353). ومن أبرز تلامذته الشيخ صفي الدين الأردبيلي مؤسس الطريقة الصفوية والمسماة بإسمه الدولة الصفوية (1501-1736) وهو خليفته في مشيخة الطريقة وزوج إبنته بيبي فاطمة .ومن أتباعه ايضاً الحاج بيرم الولي مؤسس الطريقة البيرمية في مدينة أنقرة التركية.
وللشيخ زاهد الجيلاني مرقد في لاهيجان محافظة جيلان الإيرانية .

## معرض الصور

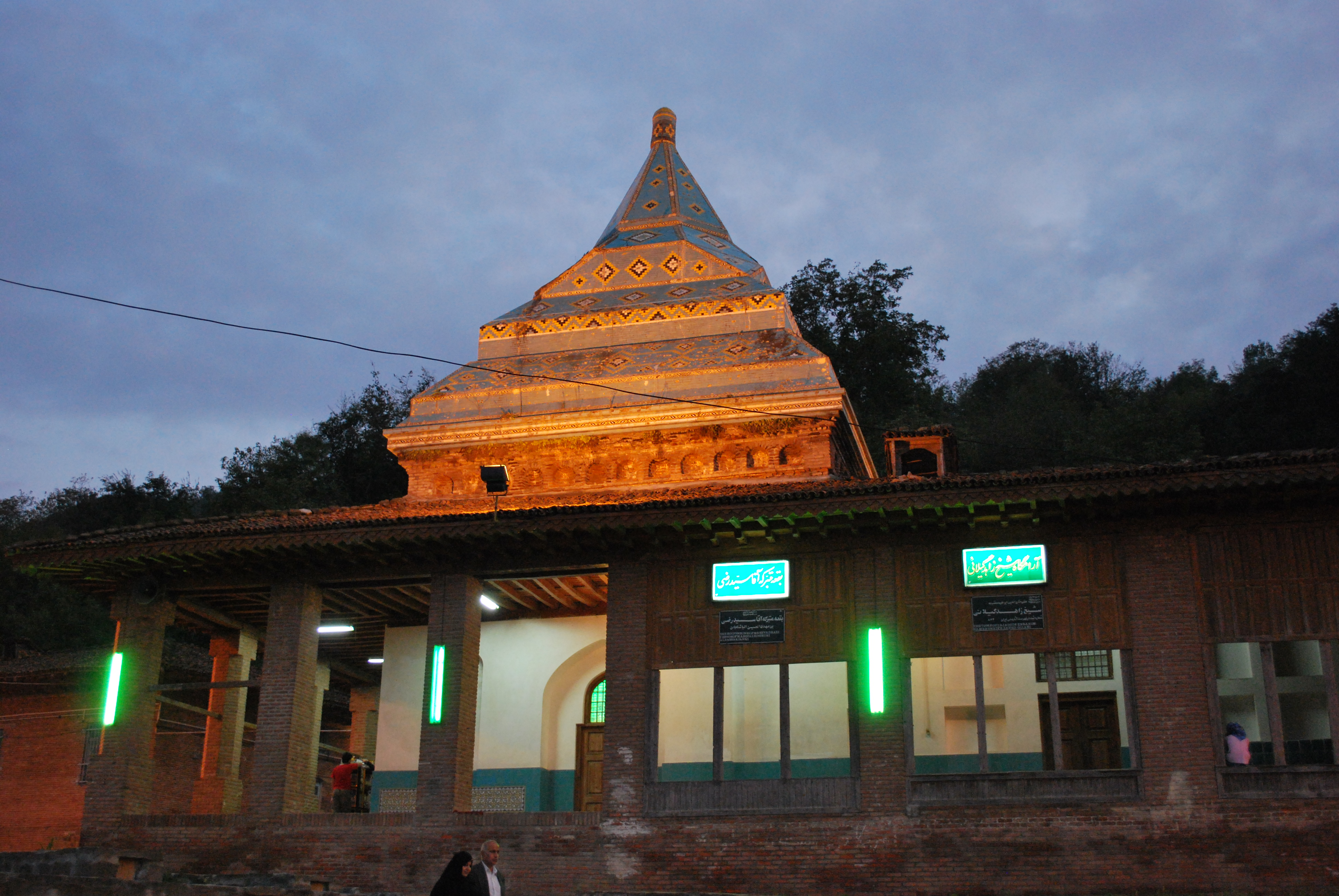
مرقد الشيخ زاهد الجيلاني
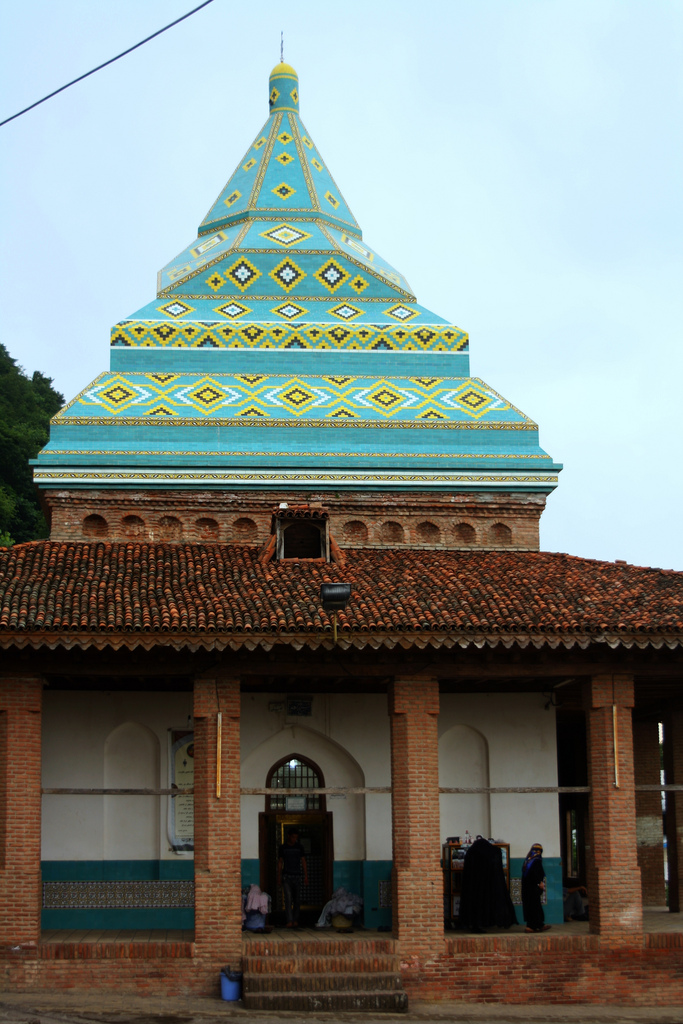
مرقد الشيخ زاهد الجيلاني